# Котёнок с улицы Лизюкова
«Котёнок с улицы Лизюкова» — советский рисованный мультфильм 1988 года, поставленный режиссёром Вячеславом Котёночкиным по сценарию Виталия Злотникова.
В 1992 году ВТПО «Киноцентр» выпустило детскую книгу-новеллизацию, написанную Злотниковым. Иллюстратором выступил художник-постановщик мультфильма Алексей Котёночкин.

## Сюжет
В городе Воронеж на улице Лизюкова живёт котёнок Василий, которому постоянно приходится спасаться от дворовых собак, и поэтому он мечтает превратиться в такого зверя, которого бы все боялись. Его слышит серая ворона, которая решает помочь Василию и исполнить его желание. Вспомнив волшебное слово своей бабушки, она переносит котёнка в Африку, где он превращается в бегемота. Удивлённая результатом, ворона решает открыть кооператив по превращениям.
Оказавшись в Африке, Василий спрашивает у проходящей мимо слонихи, где он очутился, и та называет координаты местности. Василий рассказывает, что раньше был котёнком и жил в Воронеже. Узнав от слонихи, что теперь он бегемот, Василий смотрит на своё отражение в озере и, поражённый увиденным, произносит: «Всю жизнь мечтал стать бегемотом!» Чтобы ему не напекло голову, слониха заботливо дарит ему свою панаму.
Повесив на кокосовую пальму табличку «Улица Лизюкова, дом 1», Василий лакомится кокосовым молоком, как вдруг замечает невдалеке пышную гриву льва, охотящегося на антилопу гну. Приняв льва за кошку, бегемот Василий подходит, чтобы познакомиться, и срывает льву охоту. Лев набрасывается на бегемота, и тот по привычке пытается скрыться, вскарабкавшись на пальму. Пальма, не выдержав веса, уходит под землю. Подоспевший лев издаёт грозный рык, но бегемот ревёт в ответ, и лев в испуге убегает.
Тоскующий по дому Василий приколачивает таблички с адресами по улице Лизюкова на африканских деревьях и тут слышит крик страуса об помощи, которого крокодил затягивает в озеро. Со словами «Отпусти петуха!» бегемот Василий бросается на выручку к бедному страусу. После непродолжительной потасовки под водой бегемот выносит на себе страуса на сушу, а ухватившийся за его хвост крокодил следует за ними по пятам. Однако страус пинает не только крокодила, но и бегемота и, победно усмехнувшись, зарывает голову в песок.
Бегемот Василий, как котёнок, охотится на ананас, которым мартышка, обвязав лианой, дразнит его с дерева. В это время начинается гроза, и бегемот, спасаясь от бури, бежит в потемневшие джунгли. Увидев в темноте горящие глаза, он спрашивает, как пройти в Воронеж. Разряд молнии освещает кобру, раскрывшую капюшон, и Василий, в страхе сломя голову, бросается прочь, превозмогая бурю и потоп, с единственным желанием — вернуться в родной город. Неожиданно он встречает ту самую мартышку, сидящую на камне и покрутившую пальцем у виска.
После бури бегемот печально плетётся по пустыне, как вдруг замечает пролетающую мимо ворону с табличкой, рекламирующей свой кооператив по превращениям. Василий просит вернуть его в Воронеж, и ворона исполняет просьбу. От бегемота остаётся лишь панама, которую подбирает удивлённая слониха.
Вернувшись в Воронеж и обретя прежний облик, Василий больше не боится докучающего ему щенка, а сам пугает его рёвом бегемота. К Василию подходит слониха, разыскивающая бегемота, чтобы вернуть ему панаму. Когда котёнок сообщает ей, что он и есть тот бегемот, она надевает на него панаму и довольная убегает, но заметив табличку с названием улицы, задаётся вопросом: откуда в Воронеже африканские названия?

## Музыка
В мультфильме звучит песенка «Если вы котёнок» (музыка Владимира Мигули, слова Виталия Злотникова) в исполнении Марины Мигули.

## Над фильмом работали
- Автор сценария: Виталий Злотников
- Кинорежиссёр: Вячеслав Котёночкин
- Художник-постановщик: Алексей Котёночкин
- Кинооператор: Александр Чеховский
- Звукооператор: Владимир Кутузов
- Композитор: Владимир Мигуля
- Художники-мультипликаторы: Галина Золотовская, Алексей Букин, Татьяна Померанцева, Владимир Шевченко, Фёдор Елдинов, Александр Дорогов
- Роли озвучивали:
  - Ольга Аросева — Слониха,
  - Вячеслав Невинный — Котёнок Вася / Котёнок Вася в теле Бегемота,
  - Маргарита Корабельникова — Ворона,
  - Владимир Сошальский — Лев
- Художники: Сергей Маракасов, Татьяна Макарова, Виктория Макина
- Ассистент режиссёра: Татьяна Галкина
- Монтажёр: Маргарита Михеева
- Редактор: Елена Никиткина
- Директор съёмочной группы: Лилиана Монахова

## Признание

Памятник герою мультфильма в Воронеже

5 декабря 2003 года в Воронеже состоялось торжественное открытие памятника котёнку Василию. Памятник, изображающий сидящих на дереве котёнка и ворону, был установлен на улице Генерала Лизюкова, той самой улице, где родился поэт, прозаик, киносценарист и автор сценария мультфильма «Котёнок с улицы Лизюкова» Виталий Маркович Злотников. С целью защитить от вандализма памятник, ставший одним из символов Воронежа, в 2012 году скульптурная группа, выполненная изначально из дюралюминия, была заменена на аналог из нержавеющей стали.

## Продолжение
В середине 2016 года воронежская студия Wizart Animation совместно со студией «Союзмультфильм» начали съёмки 3D-мультфильма «Котёнок с улицы Лизюкова 2», который был выпущен в 2017 году. Мультфильм был поставлен по сценарию В. М. Злотникова и стал продолжением оригинального мультфильма.